# Собрание лучших сочинений к распространению знаний
«Собрание лучших сочинений к распространению знаний», полное название «Собрание лучших сочинений к распространению знания и к произведению удовольствия, или Смешанная библиотека о разных физических, экономических, також до мануфактур и до коммерции принадлежащих вещах»  — литературный журнал Московского университета, выходивший в Москве в 1762 году. Издателем его был профессор Московского университета Иоганн Готфрид Рейхель. В 1787 было переиздано Н. И. Новиковым.
Выходил раз в 3 месяца; годовой комплект составляют 4 части. В России это первое ежеквартальное издание.
Издавался в университетской типографии на средства книгосодержателя Вевера.
Журнал печатал переводную беллетристику из французских, английских, немецких журналов и книг, статьи на экономические, исторические, нравоучительные темы.
Автором статей зачастую выступал Рейхель. Переводчики — студенты Московского университета Д. и П. Фонвизины, М. Агентов, А. Воронов, Я. Дашков, В. Золотницкий, И. Калиновский, А. Корсаков, Е. Марков.
Д. И. Фонвизин опубликовал 6 переводов: отрывок из романа Террасона «Геройская добродетель, или Жизнь Сифа, царя Египетского» (ч. 3), «Изыскание о древних зеркалах г. Менарда» (ч. 1), «Господина Ярта рассуждение о действии и существе стихотворства» (ч. 3) и др.
Рейхель прибыл в Россию в 1757 году, преподавал немецкий язык, историю и статистику, был первым библиотекарем Московского университета. Для студентов, приходивших в библиотеку, Рейхель стал излагать историю литературы. Рейхель начал издавать журнал «Собрание лучших сочинений». Он стал продолжением литературного процесса в начале 1760-х годов в Московском университете, давшего целую группу литературных журналов «Полезное увеселение», «Свободные часы», «Невинное упражнение», «Доброе намерение», новых авторов, переводчиков, читателей.